# Имралы
Имралы, также Имрали (тур. İmralı Adası; ранее также употреблялись исконные греческие названия Весвикос, Калонимос и Калолимнос; греч. Βέσβικος; Καλώνυμος; Καλόλιμνος) — небольшой остров в юго-восточной части Мраморного моря. Длина с севера на юг — 8 км, максимальная ширина — около 3 км. Площадь 9,98 км². Принадлежит Турецкой Республике.

## География
От южного берега моря его отделяет пролив шириной 13 км, от западной оконечности п-ова Боз пролив шириной около 20 км. Расстояние до Стамбула — 65 км. Макс. высота над ур. моря — вершина Тюрк-тепеси (217 м). Непосредственно к востоку от острова начинается Гемликский залив.

## История
В античные времена на острове возникло несколько греческих поселений, основным занятием которых были виноделие, рыболовство, позднее также шелководство. В поздневизантийскую эпоху остров играл ключевую роль продуктово-перевалочной морской базы, которая связывала между собой столицу империи город Константинополь и крупнейший византийский город Малой Азии — Прусса. В 1308 году остров Калолимнос (букв. «хороший остров») захватили османские пираты, которыми руководил Эмир Али, от имени которого и произошло турецкое название острова. Византийский флот более не мог поддерживать связь столицы с Пруссой. В 1326 году Прусса попала в руки мусульман.
До начала XX века на острове сохранялись три греческие деревни. В 1922—1923 гг. все греки были выселены. С этого момента власти Турции, унаследовавшей остров от Османской империи, начали использовать остров в качестве места расстрела и/или ссылки политзаключённых. На острове содержится лидер Рабочей партии Курдистана Абдулла Оджалан.

## Известные уроженцы
- Кимон Фрайер (1911—1993) — известный греко-американский поэт и переводчик.